# Мельник Микола Панасович
Мико́ла Пана́сович Ме́льник (народився 4 травня, 1938 р., с. Поляна, Чернівецької обл.) — український художник, живописець.

## Життєпис
Микола Панасович народився 4 травня 1938 року у селі Поляна, що серед лісів на Буковині, у родині простих селян. У 1941 році батько хлопця загинув на війні. Сиротами залишилися маленький Миколка та сестра-немовля.
Навчався на той час у ще маленькій школі села Поляна. Зі слів Миколи Панасовича, доленосним для нього та визначним моментом стала поява у школі учителя з Харківщини Левченка Івана Дмитровича, який викладав німецьку мову та вів гурток образотворчого мистецтва. Саме Іван Дмитрович сприяв становленню юнака, як творчої особистості, привив навики до малювання, став наставником, авторитетом, другом та ніби батьком. Також він придбав для юнака фарби, папір, пензлі, давав безцінні поради та настанови у творенні й підтримував у житті.
Велику школу малярства закінчив при чернівецькому Будинку творчості (1957-1959 рр.) під керівництвом відомого живописця, народного художника, лауреата державних премій України Івана Олександровича Холоменюка.
Згодом Микола Мельник закінчив художньо-графічний факультет курського університету, захистивши дипломну роботу за темою: «Пам’ятки Старовини України» – п’ять акварельних композицій, присвячених місту Кам’янцю-Подільському.
З 1967-1998 рр. працював у Тернопільському художньому фонді організації Національної спілки художників України. Понад три десятиліття творив для Тернопілля. 
Микола Панасович – Почесний громадянин села Поляна. Виставка творів художника у рідному селі у 2012 році викликала неабиякий резонанс, зібравши на зустріч односельчан, родичів, однокласників, товаришів. Присутніх вразили картини Миколи Панасовича своєю красою, кольоровою гамою. 
На згадку про зустріч художник подарував рідній школі понад десяток своїх картин.
Пан Микола насолоджується малюванням, увесь свій вільний час присвячує улюбленій справі. Любить малювати Карпати.
Окрім писаних картин, котрих понад три сотні, його роботи знайшли своє якісне відображення у трьох друкованих каталогах, а також в цифрових форматах у мережі інтернету. 
У свої  роки Микола Панасович захоплюється садівництвом та бджолярством і ще не так давно мав свою пасіку.
Протягом життєвого шляху, з 1967 року, поряд художника завжди була і є його віддана дружина Мирослава, педагог на пенсії. Також у сімʼї  зросли два сини, котрі є його опорою та батьками пʼяти онуків Миколи Панасовича.

## Творчість
Художник володіє техніками акварельного та олійного живопису в жанрах портрету, натюрморту та пейзажу.

## Виставки
З 1968 року — постійний учасник чисельних обласних, зональних і всеукраїнських виставок.
- 1979 р. — Четверта республіканська виставка акварелей, м. Львів.
- 2007 р. — Всеукраїнська художня виставка "Мальовнича Україна", м. Тернопіль.
- 2009 р. — Всеукраїнська художня виставка "Мальовнича Україна", м. Чернівці.

Персональні виставки
- 1985 р. — Виставка акварелей (Виставковий зал художнього фонду м. Тернопіль)
- 1986 р. — Виставка акварелей (Палац культури «Текстильник», м. Тернопіль)
- 1987 р. — Виставка акварелей (Палац культури заводу «Ватра», м. Тернопіль)
- 1987 р. — Виставка акварелей (Будинок офіцерів, м. Тернопіль)
- 1999 р. — Виставка живопису і графіки (Виставковий зал Тернопільської спілки художників)
- 2001 р. — Виставка живопису і графіки (Тернопільська національна медична академія ім. Горбачевського)
- 2002 р. — Виставка живопису і графіки (Тернопільський національний педагогічний університет ім. Гнатюка)
- 2005 р. — Виставка живопису і графіки (актовий зал районної бібліотеки, м. Хотин)
- 2006 р. — Виставка живопису і графіки (художній музей, м. Чернівці)
- 2007 р. — Виставка живопису і графіки (Тернопільський національний економічний університет)
- 2007 р. — Виставка живопису і графіки (Картинна галерея, м. Кам'янець-Подільський)
- 2008 р. — Виставка живопису (Художній музей, м. Тернопіль)
- 2012 р. — Виставка живопису (с. Поляна Хотинського району, середня школа)
- 2012 р. — Виставка живопису (Центр культури «Вернісаж», м. Чернівці)
- 2012 р. — Виставка живопису (Краєзнавчий музей, м. Чернівці)
- 2013 р. — Виставка живопису (Народний Дім «Перемога», м. Тернопіль)
- 2016 р. — Виставка живопису (Тернопільська обласна бібліотека для молоді)
- 2019 р. — Виставка акварелей (Чернівецький обласний художній музей)
- 2019 р. — Виставка акварелей (виставкова зала м. Кам'янець-Подільський)
- 2019 р. — Виставка акварелей (Тернопільський художній музей)[2]
- 2024 р. — Виставка живопису (Український дім м. Тернопіль)

Багато творів знаходяться в приватних колекціях США, Польщі, Німеччини, Словаччини. Казахстану, а також у музеях міст Чернівці, Кам'янець-Подільський та Тернопіль.